# Augentempel

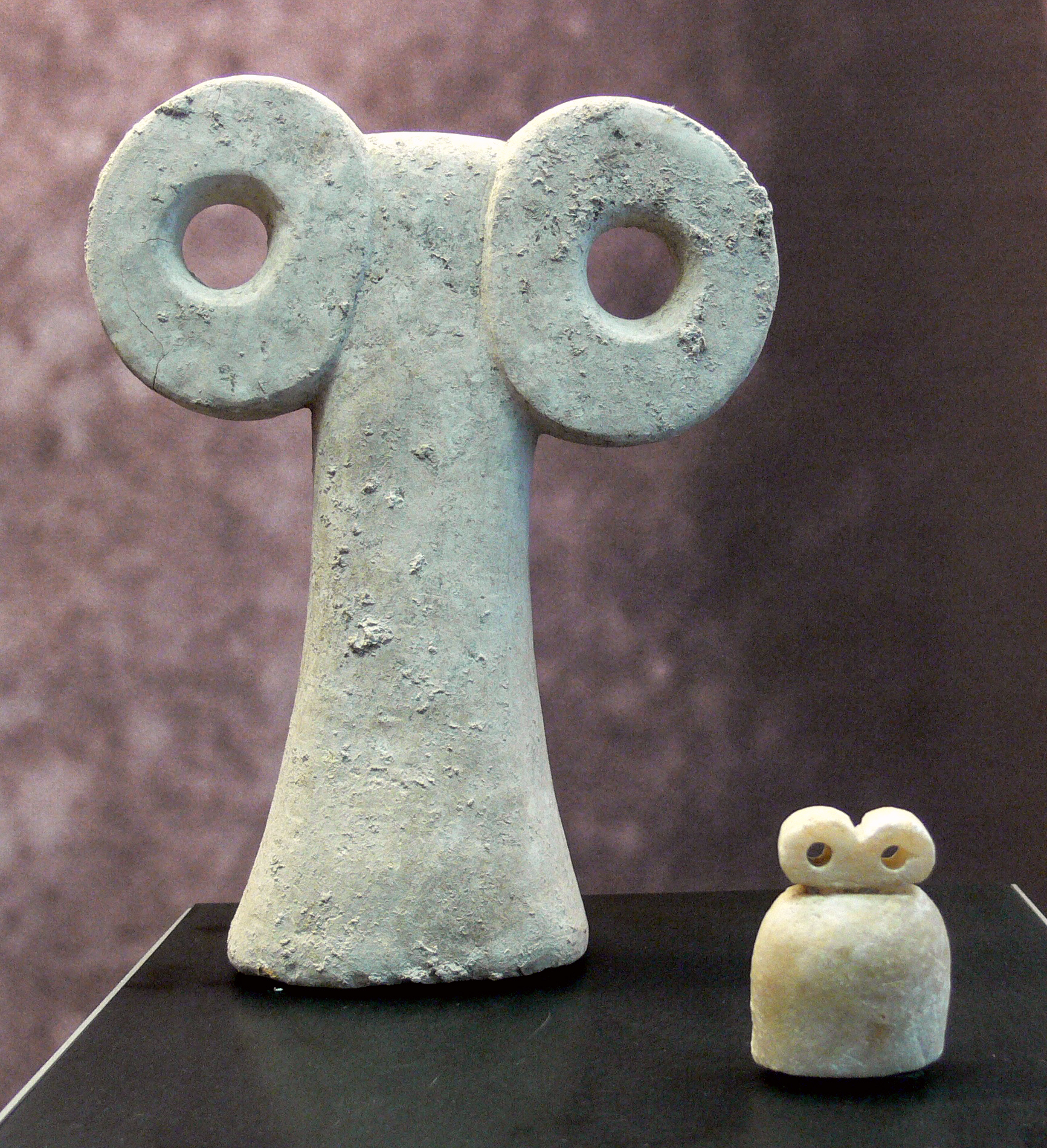
Zwei syrische Augenidole der Art, wie sie in Tell Brak gefunden wurden (genauer Fundort unbekannt); Sammlung Ebnöther im Museum zu Allerheiligen, Schaffhausen

Der Augentempel ist ein historisches Gebäude in Tell Brak, dem Siedlungshügel und der archäologischen Stätte in Syrien sowie eine der ältesten bekannten städtischen Siedlungen. Der Augentempel wird der Uruk-Zeit zugerechnet, eine neolithische Hochkultur in Vorderasien. Seinen heutigen Namen erhielt er nach den dort bei archäologischen Ausgrabungen in großer Zahl vorgefundenen Augenidolen, eine nicht nur in Mesopotamien verbreitete Form der Kleinplastik mit kultischem Zweck.

## Forschungsbefunde
Das Gebäude am Südrand von Tell Brak wurde in den 1930er-Jahren vom britischen Forscher Max Mallowan (Vorderasien-Archäologe, 1904–1978) entdeckt und als Tempel interpretiert. Architektonisch handelt es sich bei dem Gebäude um ein Mittelsaalhaus, dessen Wände mit Pfeiler-Nischen-Dekor und Stiftmosaiken verziert waren, ähnlich den Tempeln in der südmesopotamischen Stadt Uruk. Ein großer Seitenflügel des Hauses mit Raumketten diente der Aufbewahrung wertvoller Gegenstände, eventuell von Weihegaben.
Weitere Ausgrabungen ergaben, dass der Tempel mindestens drei Vorgängerbauten hatte, die bis weit in das 4. Jahrtausend v. Chr. zurückreichten. Den jüngsten dieser Bauten nannte Mallowan wegen der charakteristischen Farbe des Baumaterials Red Eye Temple (deutsch: „roter Augentempel“) und datierte ihn in die späte Uruk-Zeit, da er vor Ort die mit der Uruk-Expansion in Verbindung gebrachten Glockentöpfe fand. Unterhalb der Fundamente des roten Gebäudes befand sich der ältere Grey Eye Temple. In diesem wurden neben diversen Kunstgegenständen, Siegeln und Perlen zahlreiche Augenidole und Brillenidole gefunden, die dem gesamten Bauwerk seinen Namen gaben. Die stratigraphisch älteste Bauschicht des Augentempels ist der White Eye Temple, der jedoch bisher so gut wie unerforscht ist.